# Советско-тонганские отношения
Тонга и Советский Союз установили официальные дипломатические отношения в 1976 году. Тонга была первой островной страной Тихого океана, которая установила отношения с СССР.

## Обзор
В середине 1970-х годов вся Океания была прочно связана с Западным блоком в контексте холодной войны, и Советский Союз, несмотря на то, что его восточное побережье находилось на Тихом океане, был исключен из участия в региональных делах. Тем временем Тонга недавно восстановила полный суверенитет после протектората Соединённого Королевства и устанавливает свою собственную внешнюю политику. Присоединяясь к Западу, Тонга обратилась за помощью в целях развития к своим западным партнерам. Шаг Тонги по установлению отношений с СССР сразу же последовал за отказом Австралии финансировать модернизацию и расширение международного аэропорта Фуаамоту и был широко воспринят в Австралии как средство, использованное правительством Тонги для оказания давления на Запад с целью увеличения его помощи Тонге. После этого правительство Австралии объявило, что все-таки профинансирует модернизацию аэропорта, и в 1977 году увеличило общую экономическую помощь Тонге (с 406 000 австралийских долларов до более чем 1 000 000 австралийских долларов), прежде чем в 1980 году открыть в Нукуалофе Высшую комиссию. В 1987 году Тонга снова «разыграла советскую карту» (по словам Э. Хаффера), когда тогдашний наследный принц Сиаоси Тауфа’ахау Мануматаого Тукуахо Тупоу нанес государственный визит в Советский Союз и заявил в то время как в Москве говорится, что «Тонга и Советский Союз связаны, а не разделены Тихим океаном», добавив, что «СССР [является] тихоокеанской страной с законными интересами в регионе». Отношения между Москвой и Нукуалофа оставались скорее прагматическими, чем идеологическими. Тонга в то время была квазиабсолютной монархией без идеологической симпатии к коммунизму.

## Источник
- HUFFER, Elise. Grands hommes et petites îles: La politique extérieure de Fidji, de Tonga et du Vanuatu. — Paris: Orstom, 1993. — ISBN 2-7099-1125-6. — P. 272—282.